# Абрамов Вадим Олександрович
Вадим Олександрович Абрамов (нар. 12 листопада 1980, Київ) —  російський телеведучий, актор, стиліст, ді-джей, шоумен. Колишній український телеведучий (2013-2016 р)

## Життєпис
Вадим народився 12 листопада 1980 року в Києві. У віці 16 років почав викладати англійську мову. Закінчивши школу із золотою медаллю, вступив до Національного технічного університету України «Київський політехнічний інститут» на факультет менеджменту і маркетингу.
У 1999 році спершу працював телеведучим ранкового розважального шоу на українському телеканалі BIZ-TV, а потім став редактором телеканалу.
У 2009 році розпочав кар'єру професійного діджея, а також вступив до Театру-студії імпровізації «Чорний квадрат». Згодом Вадим Абрамов перейшов в інший імпровізаційний театр, у складі якого брав участь у різних виставах.
До закриття MTV Україна був ведучим ток-шоу Open Space. В 2013 став ведучим комедійного шоу «ШАФА» (рос. ШКАФ) зі Світланою Пермяковою в ефірі російського телеканалу П'ятница! та українського Нового Каналу.
З 2015 по 2017 рік був ведучим соціального реаліті «Ревізор» на «Новому каналі», замінивши Ольгу Фреймут.
В 2022 році під час повномасштабного вторгнення РФ в Україну продовжив співпрацю з російським телеканалом П'ятница! над проєктом «4 дачі» (рос. 4 дачи) ведучим програми. Співпраця Абрамова із російським каналом під час війни викликала широкий негативний резонанс в українських ЗМІ через етичність такої роботи. При цьому холдинг Газпром-Медіа, до якого входить телеканал «Пятница!», знаходиться одночасно під санкціями України, США і Канади.

## Цікаві факти
- Захоплюється світом моди і стилю, співпрацює з багатьма дизайнерами[20].
- Є великим шанувальником сучасного французького кінематографу, в 2006 році виступив організатором фестивалю Mainstream[21].
- У вільний від роботи час подорожує Європою і США, статтю про його поїздку до Японії опублікував журнал Cosmopolitan Україна у квітні 2013 року.
- Захоплюється гастрономією, про що пише в рубриці «Їжа та люди»[22] в розділі Lifestyle новинного інтернет-сайту korrespondent.net.